# Lara McDonnell
Lara McDonnell, född 7 november 2003 i Dublin, är en irländsk skådespelare.
McDonnell har bland annat medverkat i TV-serien The Holiday. Hon har även medverkat i filmerna Artemis Fowl och Greatest Days.

## Filmografi (i urval)
- 2020 – Artemis Fowl
- 2021 – Belfast
- 2021 – The Holiday (TV-serie)
- 2023 – Greatest Days